# Conflito no sul do Líbano (1985–2000)
Conflito no Sul do Líbano é um termo que se refere ao conflito armado que durou cerca de 20 anos entre as Forças de Defesa de Israel e as milícias libanesas, aliadas a grupos islâmicos de guerrilha liderado pelo Hizbollah, e ocorrido dentro da região do Sul do Líbano descrita pelos israelenses como "Zona de Segurança". Também pode se referir à história mais longa de conflito na região, desde que a Organização pela Libertação da Palestina (OLP) transferiu suas operações para o Líbano meridional, após os eventos ocorridos durante o Setembro Negro de 1971, no reino da Jordânia. Historicamente, a tensão entre os refugiados palestinos e as diversas facções libanesas fomentaram a disputa política interna no Líbano entre essas diferentes facções; por este motivo, o conflito no sul do Líbano pode ser visto como parte da Guerra Civil Libanesa.
Entre os conflitos anteriores à invasão israelense de 1982, destaca-se a 'Operação Litani', que visava erradicar as bases da OLP do Líbano e deu apoio às milícias maronitas cristãs como retaliação aos constantes ataques da OLP à população civil da Galileia (norte de Israel). A invasão de 1982 resultou na saída da OLP do Líbano e a criação da "Zona de Segurança", no sul do país, para evitar que a população civil israelense continuasse a sofrer ataques dos militantes do outro lado da fronteira. As tropas israelenses obtiveram sucesso na erradicação das bases da OLP, e abandonaram parcialmente o território em 1985. A invasão, no entanto, agravou a intensidade do conflito com as milícias libanesas locais, e resultou na consolidação de diversos movimentos xiitas locais no Líbano, incluindo o Hizbollah e o Amal, a partir do que até então era um desorganizado movimento de guerrilha. Ao longo dos anos, o número de vítimas militares dos dois lados aumentou, à medida que ambos os lados passaram a usar armamentos mais modernos, e o Hizbollah avançou em suas táticas. Até o final dos anos 1980, Israel e seu aliado, o Exército do Sul do Líbano (SLA), enfrentariam resistência de muitas facções libanesas desorganizadas. Entre as primeiras organizações de resistência estavam a Frente de Resistência Nacional Libanesa, liderada pelo Movimento Amal e o Partido Comunista Libanês; ao longo da década de 1990 a organização, com o apoio da Síria e do Irã, assumiu o posto de potência militar e principal grupo da região, monopolizando a administração da atividade de guerrilha no Sul do Líbano.
No ano 2000, cumprindo promessa de sua campanha eleitoral, Ehud Barak, o recém-eleito primeiro-ministro de Israel, retirou as tropas israelenses do sul do Líbano, de acordo com a Resolução 425 do Conselho de Segurança das Nações Unidas, aprovada em 1978; este recuo resultou, consequentemente, no colapso total do Exército do Sul do Líbano, principal aliado de Israel na região. Apesar dos gestos israelenses, o governo libanês e o Hizbollah consideraram a retirada incompleta até que as tropas israelenses saíssem das Fazendas de Shebaa. Após a retirada, o Hizbollah passou a controlar, civil e militarmente, a parte sul do Líbano.

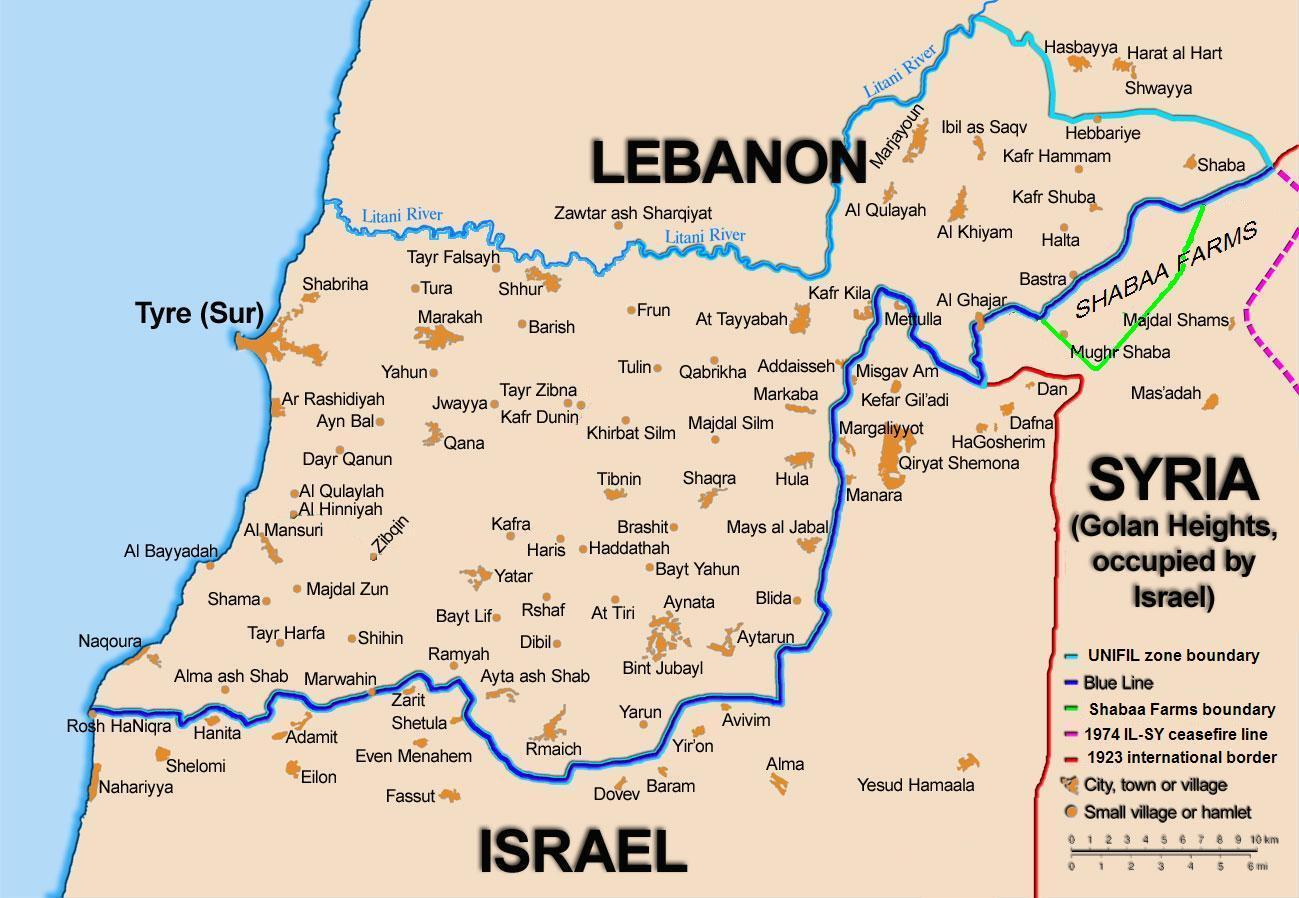
A Linha Azul abrange a fronteira israelo-libanesa, uma extensão abrange a Colinas de Golã libanesa.